# 玉井浩
玉井 浩（たまい ひろし、1964年2月25日 - ）は、日本の男性声優。山口県出身。

## 出演作品

### テレビアニメ
- あしたへフリーキック（ジョバンニ・内藤）
- ジャンケンマン（かしの木）

### OVA
- 銀河英雄伝説
- 創竜伝